# Thal-Marmoutier
Thal-Marmoutier é uma comuna francesa na região administrativa de Grande Leste, no departamento Baixo Reno. Estende-se por uma área de 3,42 km². Em 2010 a comuna tinha 813 habitantes (densidade: 237,7 hab./km²).